# Štôla
Štôla (em alemão: Stollen; húngaro: Stóla) é um município da Eslováquia, situado no distrito de Poprad, na região de Prešov. Tem 2,56 km² de área e sua população em 2018 foi estimada em 537 habitantes.

## Demografia
| Ano:        | 1994 | 2004   | 2014   | 2024   |
| ----------- | ---- | ------ | ------ | ------ |
| Broj ljudi: | 533  | 548    | 539    | 526    |
| Razlika:    |      | +2,81% | -1,64% | -2,41% |

| Ano:               | 2023 | 2024   |
| ------------------ | ---- | ------ |
| Número de pessoas: | 531  | 526    |
| Diferença:         |      | -0,94% |